# Punta Molas (Cozumel)
Punta Molas es el cabo que marca el extremo septentrional del litoral de la isla de Cozumel, en Quintana Roo, México. Es al mismo tiempo el punto más oriental de la república mexicana.
En el lugar hay un antiguo faro y algunas de las playas más hermosas de la isla de Cozumel. Se accede por un estrecho camino no pavimentado rodeado de vegetación tropical, transitable todo el año.
Recibe el nombre de Punta Molas en memoria del cartógrafo y militar de origen español Miguel Molas, quien estudió la región y publicó el Derrotero de la Península de Yucatán, de todas sus costas, islas, bajos, puertos y arrecifes, en el año de 1817. Este personaje también fue acusado y perseguido por piratería y por sus presuntos vínculos con corsarios como el famoso Pedro Laffite.

## Puntas
En la Península de Yucatán el término Punta se utiliza para designar las formaciones que configuran el litoral. 

"Por su morfología es posible distinguir dos tipos de Puntas: los extremos del cordón litoral que señalan las entradas de mar hacia los esteros y, por otro lado, las salientes de tierra hacia el mar, sean arenosas o pétreas, y que marcan un cambio de dirección en el trazo de la línea del litoral".